# Filiczki János
Filefalvai Filiczki János (Farkasfalva, 1580 körül – 1622.) református lelkész, költő, tanár.

## Élete
Elszegényedett nemesi család sarja volt. Thököly István segítségével alapfokú iskoláit Magyarországon elvégezvén, 1602-ben mint az ifjú Hoddiegova báró nevelője, külföldi egyetemekre ment, először Prágába, 1605-ben Herbornba; később Marburgban, Heidelbergben (1611) Baselban és Altdorfban is megfordult. Kiváló gondot fordított a költészetben való kiképeztetésére. Hazájába visszatérvén a sárospataki iskolában 1617-ben mint társtanár Szenczi Boros János mellett alkalmazták; ennek halálával 1622 elején első rektorrá lett. Nemcsak a latin költészetben, hanem a görög irodalomban is kitűnt; amit e nyelven írt versei is bizonyítanak, úgyhogy koszorús költő (poeta caesareus laureatus) néven ismerték. Pataki iskolaigazgató korába esnek az iskolának legrégibb rendszeres törvényei, melyeket I. Rákóczi György parancsára ő erősített meg. Meghalt 1622 végén az ekkor dühöngött pestisjárványban.

## Művei
- Xenia Natalitia. Prága, 1604.
- Carminum libri duo. Basiliae, 1604.
- Primitiae Poeticae. Marburg, év nélkül. (Latin és görök költemények.)
- Poëmata varia. Basiliae, 1614. (Pareus János Fülöp, Delitiae Poetarum Hungaricorum. Francofurti, 1619. 465–530. l. ujra lenyomatta, a Primitiae poeticae című gyűjteménynyel együtt).

Még külföldön tartózkodása alatt költeményeivel, különösen epigrammáival és elégiáival híressé lett, úgy hogy Gochen (Goclenius) Rudolf marbugri tanár egyik előszavával magasztalta költői tehetségét, Lotichius János Péter pedig Bibliotheca poeticájában a magyarok Ovidusának nevezte. Gyászbeszédet mondott Bethlen Gábor fejedelem neje Károli Zsuzsánna emlékére (1622. máj.); halotti verset is irt ezen alkalomra, mely a fejedelemasszony végtiszteletére irott Exequiarvm Caeremonialium (Gyulafehérvár, 1624.) czímű könyvben jelent meg. Magyar rhythmusokat irt Molnár Albert tiszteletére, midőn az Dávid Zsoltárait magyarra fordította. (Nassovia tartományában Sigiena városában F. J. theologus deák 1607. Ezek láthatók mai nap is némely magyar zsoltárkönyvben, a fordított szöveg előtt.) Több latin költeményét ujra közli a Sárospataki füzetek (VIII. 1864. 811. 882–884. l.). Marburgban egy akadémiai értekezést tartott: De omnipraesentia corporis Christi testimonio Augustini eversa.